# Санта-Крус (искусственный остров)
Санта-Крус (исп. Santa Cruz del Islote) — искусственный остров в архипелаге Сан-Бернардо, находящемся в Карибском море. Административно относится к департаменту Боливар, Колумбия.

## История
Санта-Крус начал создаваться жителями соседних островов около 1870 года. Легенда гласит, что как-то моряки не успели вернуться домой до темноты и решили заночевать на крохотном коралловом рифе. Их приятно удивило, что здесь, в отличие от других островов архипелага, не было кровососущих насекомых, и поэтому они решили превратить этот риф в свою постоянную базу и постепенно начали увеличивать его площадь, используя кораллы, камни и просто мусор.

## Описание
Островок имеет площадь около 0,01 км² и население 493 человека согласно оценке 2016 года. Таким образом он занимает одну из первых строчек в списке островов мира с наибольшей плотностью населения. Санта-Крус имеет условно каплеобразную форму и максимальные размеры 130 на 190 метров, полностью застроен жилыми бедняцкими домами.
В 350 метрах к северо-востоку расположен остров Тинтипан (там хоронят своих умерших жители Санта-Круса), в 1050 метрах к юго-западу — остров Мукура, на котором расположены несколько небольших гостиниц, являющихся основным местом работы жителей Санта-Круса.
Помимо жилых домов на Санта-Крусе есть трёхэтажная школа (самое высокое здание острова) с одним учителем (работает два дня в неделю, для обучения также прибывают дети с других островов архипелага), медпункт, три магазинчика и футбольное поле размером шесть метров на четыре. Единственная «настоящая» улица длиной 15 и шириной 5 метров (она же — «центральная площадь»). Электричество на острове дают с 19 часов до полуночи, но на многих домах стоят солнечные батареи, подаренные островитянам японцами; центрального водоснабжения нет, жители собирают дождевую воду, а также питьевую воду доставляет военный корабль из Картахены один раз в три недели. Канализация также отсутствует. Преступности и полиции на острове нет, как нет и автомототранспорта.

## Демография
Согласно данным 2009 года на острове проживали около 700 человек в примерно 90 домах.
Согласно данным 2013 года на острове проживали 1247 человек, в том числе около 750 (ок. 60 %) были младше 15 лет; в 97 домах.
В ноябре 2016 года Университет Магдалены и Андский университет провели перепись населения острова. Результат оказался неожиданным: всего 493 человека. Возможно, сообщения о 1200+ жителях Санта-Круса включали в себя родственников островитян, прибывших в гости, и туристов, отсюда такие большие цифры. Местные гиды также утверждают, что население острова на самом деле не превышает 491—492 человека (2017 год).
Согласно газетной статье 2018 года, опубликованной в The Guardian, на острове проживали около 1200 человек, в том числе ок. 65 % молодёжи; в 97 домах.
Согласно другим данным 2018 года на острове проживали около 500 человек (60 % — дети и подростки), 150 бойцовых петухов, 40 собак, имелось два маленьких бассейна-океанариума с акулами и черепахами для привлечения туристов. Более 100 домов, в которых проживали около 150 семей.
Согласно другим данным 2018 года на острове проживали около 900 человек, было 115 домов.
В 2024 году на YouTube вышел киноочерк независимого режиссёра-документалиста Рухи Ченета, в котором утверждается, что на острове живёт 816 человек.